# Félix Houphouët Boigny-békedíj
A Félix Houphouët Boigny-békedíj a Félix Houphouet-Boignyről (1905-1993), Elefántcsontpart egykori elnökéről nevezték el. 

## Története
A róla elnevezett békedíjat 1989-ben az UNESCO alapította, a róla szóló határozatot 120 ország támogatásával, amelyet az UNESCO Általános Konferenciájának 25. ülésén fogadtak el. E díjban olyan személyek, magán- és köztestületek részesülhetnek, akik, vagy amelyek sokat tettek a béke elősegítéséért, védelméért és megőrzéséért. 

## A díjazottak
- 1991: Nelson Mandela és Frederik Willem de Klerk
- 1992: A Hágai Nemzetközi Jogi Akadémia
- 1993: Jichák Rabin, Simón Peresz és Jasszer Arafat
- 1994: I. János Károly spanyol király és Jimmy Carter
- 1995: Az ENSZ Menekültügyi Főbiztosa és Sadako Ogata(wd)
- 1996: Álvaro Arzú Irigoyen(wd), Guatemala elnöke és Comandante Rolando Morán(wd) a  Unidad Revolucionaria Nacional Guatemalteca elnöke
- 1997: Fidel Ramos(wd), Fülöp-szigetek elnöke és Nur Misuari(wd), az MNLF elnöke
- 1998: Haszina Vazed és George J. Mitchell
- 1999: A Szent Egyed közösség
- 2000: Mary Robinson(wd), (uachtarán) és az Office of the High Commissioner for Human Rights (OHCHR)
- 2001: nem adták át
- 2002: Xanana Gusmão(wd), Kelet-Timor elnöke
- 2003: Roger Etchegaray bíboros és Mustafa Cerić(wd) iszlám tudós
- 2004: nem adták át
- 2005: Abdoulaye Wade(wd), Szenegál elnöke
- 2006: nem adták át
- 2007: Martti Ahtisaari
- 2008: Luiz Inácio Lula da Silva, Brazília elnöke
- 2009: nem adták át
- 2010: nem adták át
- 2011: Az Asociación Civil Abuelas de Plaza de Mayo (Argentína)
- 2012: nem adták át
- 2013: François Hollande
- 2014: nem adták át
- 2015: nem adták át
- 2016: nem adták át
- 2017: Giuseppina Maria Nicolini(wd), Lampedusa polgármestere és SOS Méditerranée
- 2018: nem adták át
- 2019: Abij Ahmed
- 2020: nem adták át
- 2021: nem adták át
- 2022: Angela Merkel[1]